# St. Johannes Baptist (Salgen)

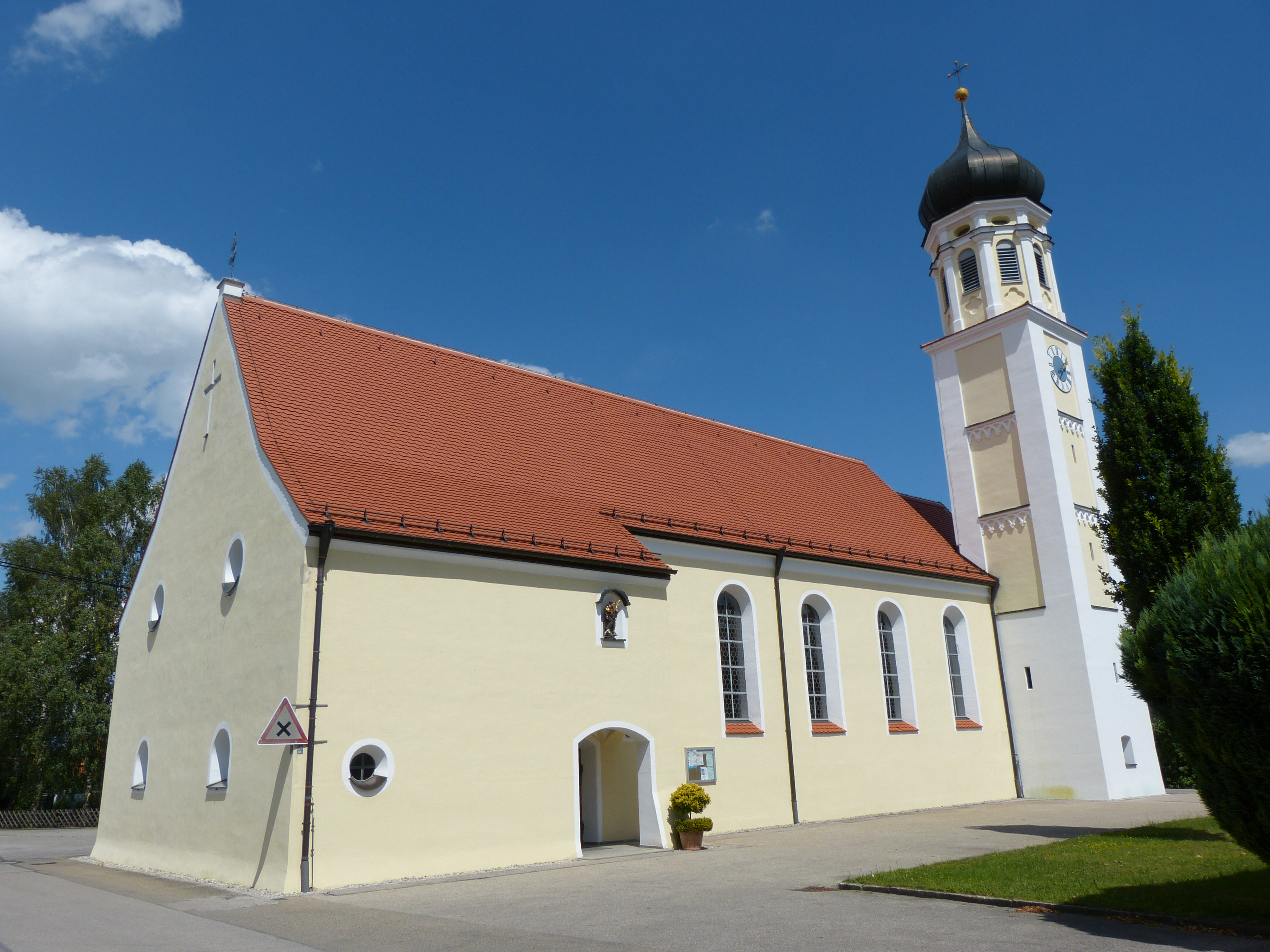
Kirche St. Johannes Baptist in Salgen

Die katholische Pfarrkirche St. Johannes Baptist ist ein denkmalgeschützter Kirchenbau in Salgen im Landkreis Unterallgäu (Bayern). Das Gebäude ist im Kern spätgotisch – aus der Zeit um 1423 – und wurde während der folgenden Jahrhunderte mehrfach umgestaltet; auch die Ausstattung wurde verändert. Die Kirche trägt das Patrozinium Johannes des Täufers, dessen Fest am 24. Juni begangen wird.

## Geschichte
Ursprünglich war das Gebäude eine Filiale der Pfarrei Pfaffenhausen. Der erste Kirchenbau erfolgte um 1423. In diesem Jahr sicherten mehrere Bauern dem Abt Johann V. Schedler des Klosters Ottobeuren eine jährliche Abgabe zu. Diese wurde entrichtet, da die Kirche zum Teil auf Grundbesitz des Ottobeurer Klosters errichtet wurde. 1730 wurde durch den Pfarrer Joseph Eberle und der Gemeinde eine Benefizium errichtet. Die Genehmigung, das Allerheiligste in der Kirche aufzubewahren, wurde erst 1733 erteilt, die Erhebung zur Pfarrei erfolgte 1883.
Die ältesten spätgotischen Baubestandteile finden sich noch im Chor und im Unterbau des Kirchturmes. Um 1680 wurden mehrere Veränderungen an der Kirche vorgenommen. So wurden 1680/1682 zwei neue Glocken von Paul Kopp aus München angeschafft. In diese Zeit fällt auch die Erweiterung der drei Glockenlöcher am Kirchturm, die 1682 durch den Maurermeister Thomas Natter aus Mindelheim durchgeführt wurde. Dies ist durch eine Rechnung über 5 fl. und 34 kr. dokumentiert. Der ebenfalls aus Mindelheim stammende Johann Caspar Zimmermann fasste 1680 gegen eine Bezahlung von 10 fl. und 30 kr. die Statuen der zwölf Apostel, des Salvators und der Maria. 1682 schuf Johann Caspar Zimmermann für 4 fl. Gemälde der vier Evangelisten an der Kanzel.
Ein barocker Umbau der Kirche wurde in der Zeit um 1720/1730 vorgenommen. Er betraf das Obergeschoss des Kirchturmes, die Fensterformen und den Stuck im Chor. Zwei neue Glocken wurden 1735 erworben. Eine Erweiterung der bestehenden Kirche in Richtung Westen fand noch vor 1831 statt. Eine neue Langhausdecke wurde 1851/1852 geschaffen, die Fresken von B. Degenhart aus München enthält. Während der Restaurierung 1886 wurden neue Altäre und eine neue Kanzel angeschafft. Eine neuerliche Renovierung fand zwischen 1931 und 1933 statt. Im Zusammenhang damit fand durch den Architekten David Eberle aus München auch eine erneute Verlängerung nach Westen statt. Während dieser Renovierung wurden vermutlich spätgotische, Fresken an beiden Seiten des Chorbogens freigelegt, die jedoch danach wieder übertüncht wurden. Die Fresken stellten unter anderem eine Kreuzigungsgruppe dar.

## Baubeschreibung

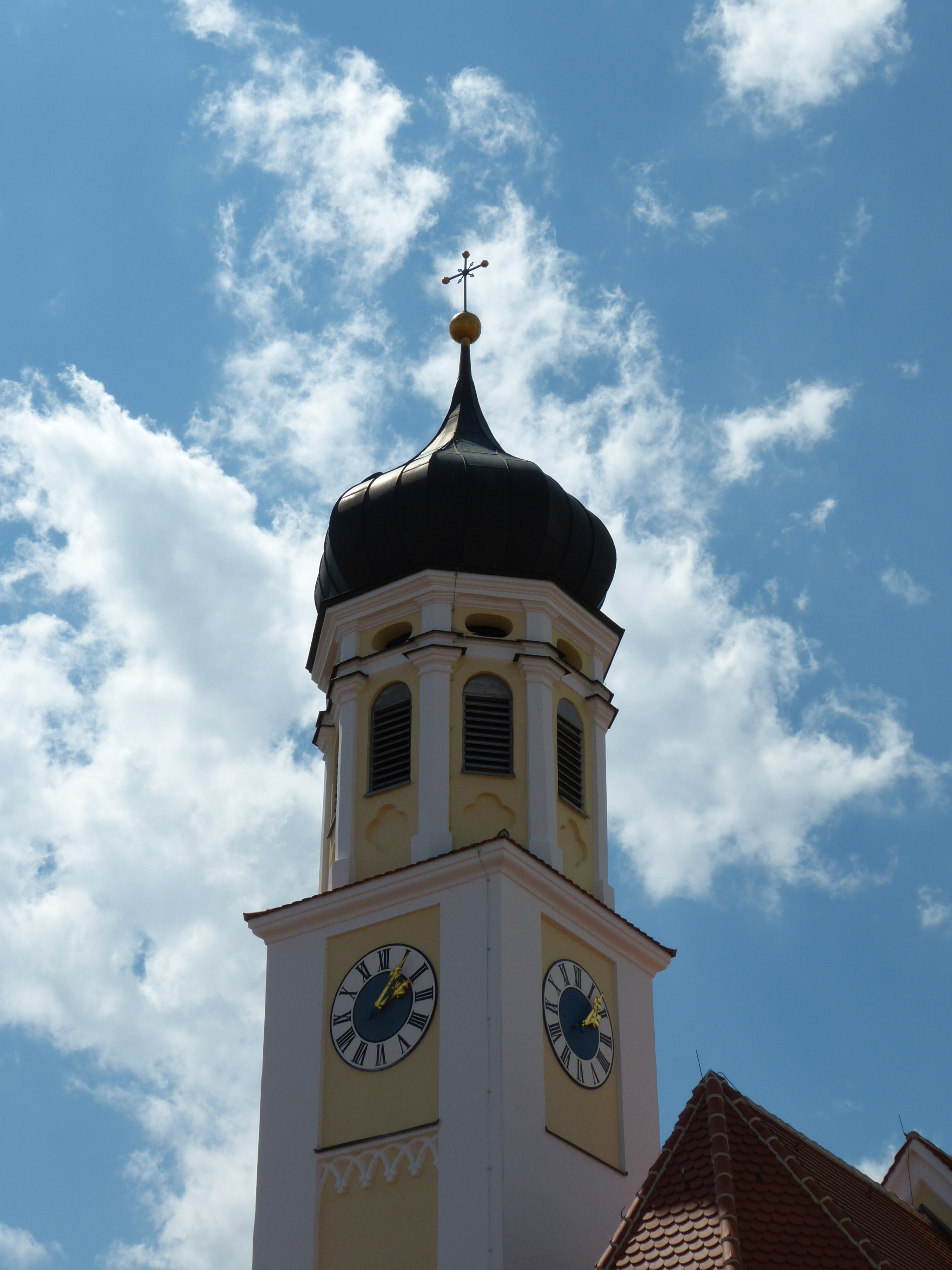
Kirchturm von St. Johannes Baptist, Salgen

Der Chor der Kirche besteht aus zwei Achsen und ist leicht eingezogen. Im dreiseitig geschlossenen Chor sind Rundbogenfenster eingesetzt, wobei im Scheitel kein Fenster vorhanden ist. In der Westachse des Chores sind an Stelle von Fenstern stichbogige Türen vorhanden, die südlich zum Kirchturm und nördlich in die Sakristei führen. Die nicht völlig halbkreisförmige Stichkappentonne im Chor stammt vermutlich aus der Zeit um 1720/1730. Der einspringende Chorbogen ist rundbogig und gefasst. An den Chor schließt sich das Langhaus mit fünf Achsen und Rundbogenfenstern an. In diesem befindet sich eine Spiegeldecke über einem Profilgesims. An der Westseite ruht die Empore, mit leicht vorspringendem Mittelteil, auf zwei korinthischen, rot marmorierten Säulen. Der Zugang zur Empore ist am Westende. Unterhalb der Empore ist die stichbogige Eingangstüre wie auch ein neubarocker Beichtstuhl.
Außerhalb am Chor sind auf halber Höhe abgesteppte Strebepfeiler angebracht. Darüber befindet sich ein wulstiges Traufgesims. Über den während der Erweiterung 1931 erbauten, im Vergleich zum übrigen Langhaus breiteren Teil ist das Satteldach herabgeschleppt. Auf der Südseite des verbreiterten Bauabschnitts sind das Vorzeichen mit Kreuzgratgewölbe sowie der Aufgang zur Empore untergebracht. Im südlichen Chorwinkel wurde der Kirchturm errichtet. Dessen gotischer Unterbau ist quadratisch. Die drei Obergeschosse darüber werden durch sich überschneidende Rundbogenfriese abgeschlossen. Im obersten Geschoss sind keine Friese vorhanden. In diesem Geschoss wurde eine Uhr mit runden Zifferblättern und barocken Zeigern angebracht. Darüber schließt sich das oktogonale Oberteil an, erbaut um 1730/1735. Dieses wird durch toskanische Eckpilaster verziert. Abgeschlossen wird dieses durch ein verkröpftes Gesims, über dem sich ein weiteres niedriges Obergeschoss mit Eckpilastern und querovalen Öffnungen befindet. Gedeckt ist der Kirchturm mit einer Zwiebelhaube. Aus dem 19. Jahrhundert stammt die auf der Südseite des Chores angebaute Sakristei. Der zweigeschossige Anbau besitzt Rundbogenfenster und eine Stichbogentür im Osten. Über dem profilierten Traufgesims wird die Sakristei mit einem Walmdach gedeckt.

## Ausstattung

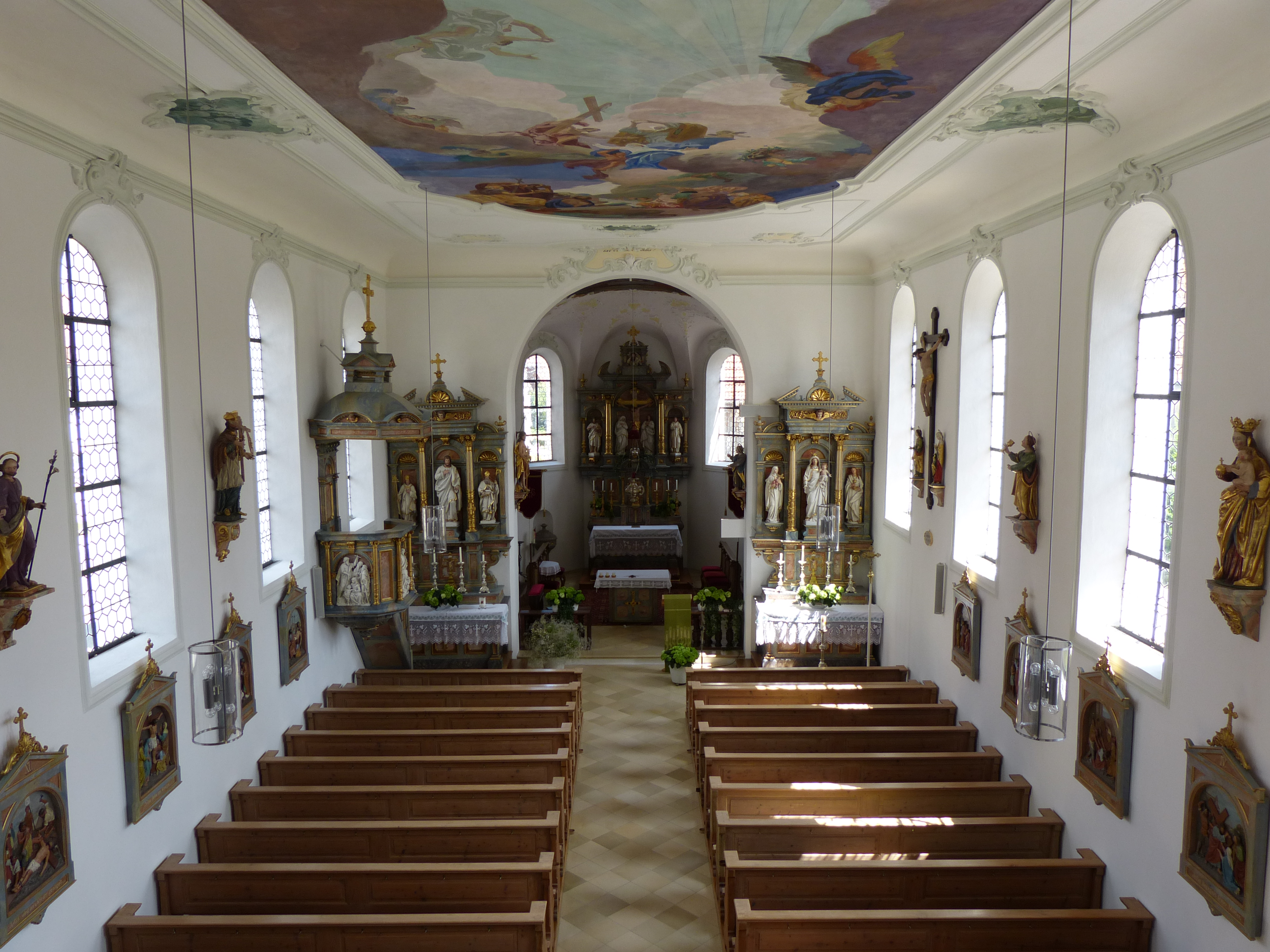
Innenansicht von St. Johannes Baptist, Salgen

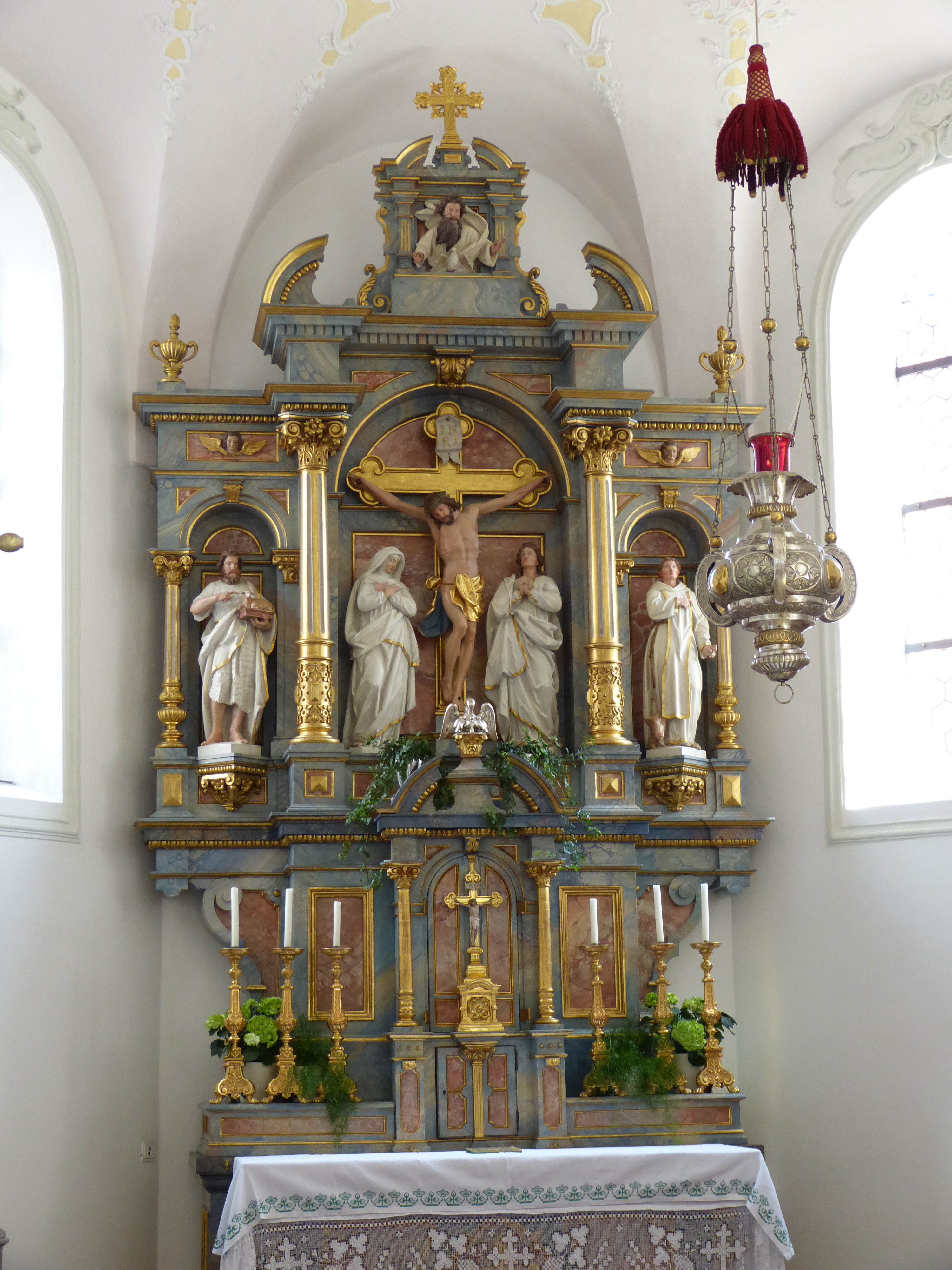
Hochaltar mit Kreuzigungsgruppe

Der Hochaltar und die beiden Seitenaltäre wurden allesamt um das Jahr 1886 im Neurenaissancestil geschaffen. Es sind aus Holz gefertigte, in den Farben blau und rot marmorierte Aufbauten mit Vergoldungen. Die Figuren der Altäre sind weiß und golden gefasst. An Stelle des Altarblattes befindet sich im Hochaltar in der Mittelnische eine Kreuzigungsgruppe. Flankiert wird die Kreuzigungsgruppe beidseitig von Säulen, rechts daneben ist die Figur des heiligen Leonhard, links die des Johannes des Täufers aufgestellt. Im Altarauszug befinden sich die Figur Gottvaters und eine Heilig-Geist-Taube. Bekrönt wird der Altarauszug durch ein vergoldetes Kreuz.
Im linken Seitenaltar ist im Zentrum die Figur des heiligen Josef, links davon wird diese von der des heiligen Urban und rechts von der des Ulrich flankiert. Der rechte Seitenaltar zeigt in der Mitte die Figur der Muttergottes, links davon die heilige Elisabeth und rechts den Apostel Johannes. Die Kanzel der Kirche, an der nördlichen Langhauswand, ist im gleichen Stil wie die Altäre geschaffen. Der Korpus der Kanzel zeigt in einem Relief Jesus und in einem zweiten Johannes den Täufer.
Das Chorgestühl besteht aus jeweils drei Sitzen an beiden Seiten des Chores. Es stammt aus der Mitte des 18. Jahrhunderts und enthält an den geschweiften Wangen Rocailleschnitzerei. Sowohl die Vorder- wie die Rückbrüstungen sind jeweils durch mit Rocaillen besetzte Volutenpilaster geteilt. Der ebenfalls im Chor befindliche Beichtstuhl stammt aus der gleichen Zeit wie das Chorgestühl. Dieser ist konvex und durch Volutenpilaster gegliedert. Er trägt einen rocaillebesetzten Schweifgiebel. Ebenfalls aus der Mitte des 18. Jahrhunderts stammt die Kommunionbank. Das Laiengestühl ist, bis auf die letzten fünf Reihen vor der Empore von 1832, neugotisch. Die Reihen unterhalb der Empore sind neubarock. Eine Wange in den Stuhlreihen vor der Empore trägt eine Schnitzerei mit der Darstellung eines Lorbeerkranzes. Diese ist bezeichnet mit JN 1832.
In der Kirche befinden sich mehrere Fresken aus dem Jahr 1933. Geschaffen wurden diese durch Otto Hämmerle aus München-Solln gemäß Bezeichnung. Im Chor ist das Emmausmahl, in der Mitte des Langhauses Mariä Himmelfahrt und Krönung dargestellt. Über der Empore ist die Taufe Jesu zu sehen. Die vier Evangelisten sind an den Scheiteln des Hauptbildes in grüner Tonmalerei abgebildet. Zwei Engel mit Monstranz und Weihrauchfass sind an der Unterseite der Empore dargestellt. Die Gemälde an der Emporenbrüstung sind auf 1935 datiert und zeigen von links die heilige Notburga, wie diese eine Sichel in die Luft wirft, den heiligen Leonhard als Viehpatron sowie den heiligen Isidor in betender Pose, während ein Engel pflügt.
Eine Reihe von gefassten Holzfiguren ist in der Kirche aufgestellt. Aus der Mitte des 18. Jahrhunderts stammen die Figuren der heiligen Bartholomäus, Johannes Evangelista, Leonhard, Urban, das Missionskreuz im Langhaus, Johannes der Täufer und der heilige Josef. Die Figur des Johannes von Nepomuk wurde um 1730 geschaffen. Die Pieta stammt aus dem zweiten Viertel des 18. Jahrhunderts, ebenfalls das Kruzifix im Chor. Die Muttergottesfigur wurde gegen Ende des 15. Jahrhunderts geschaffen. Das Vortragekruzifix stammt aus der zweiten Hälfte des 18. Jahrhunderts. In der Sakristei befindet sich noch eine Statuette des heiligen Leonhard aus dem 18. Jahrhundert.

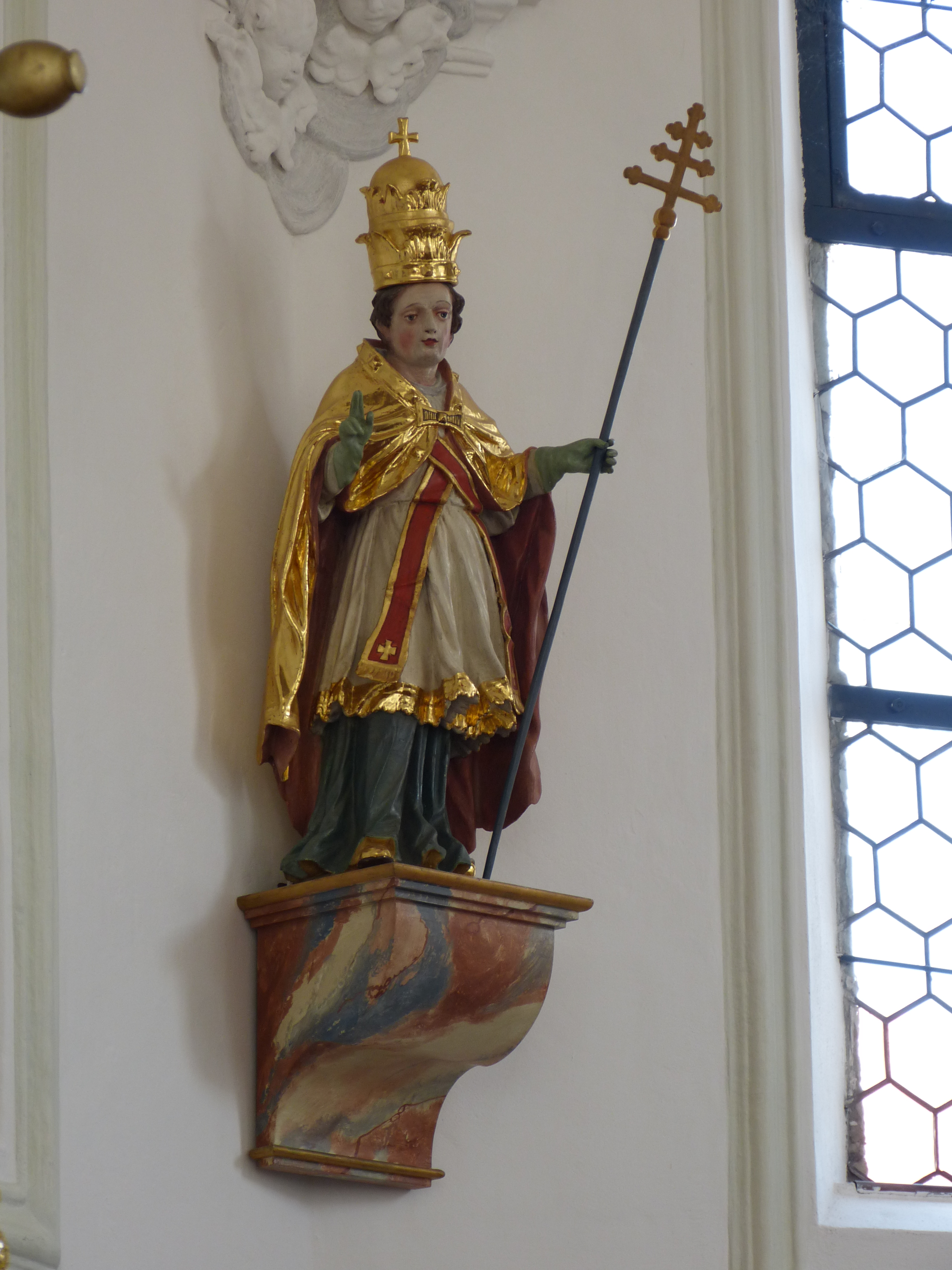
Figur des heiligen Urban, 18. Jahrhundert
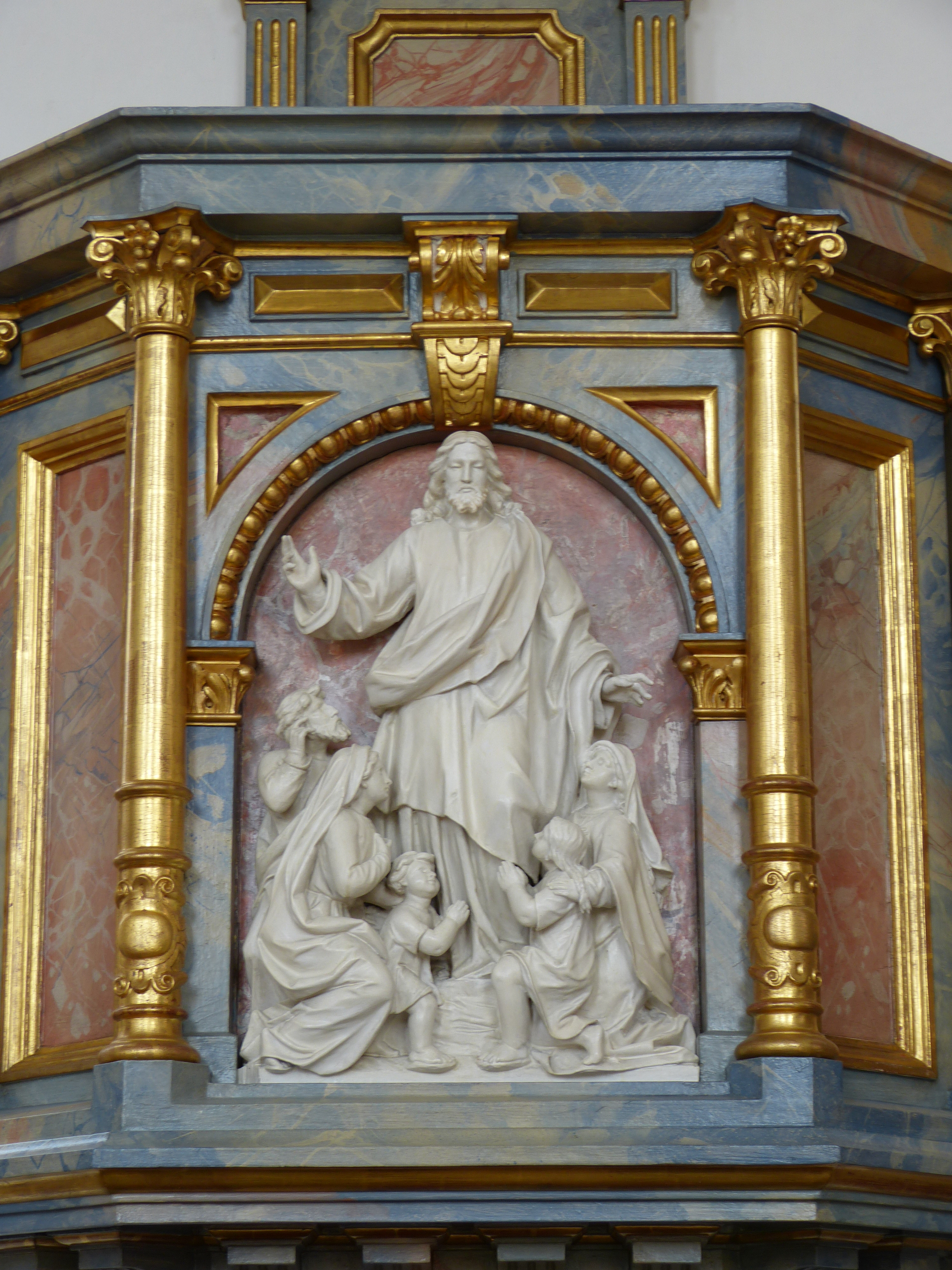
Relief mit Jesus am Kanzelkorpus
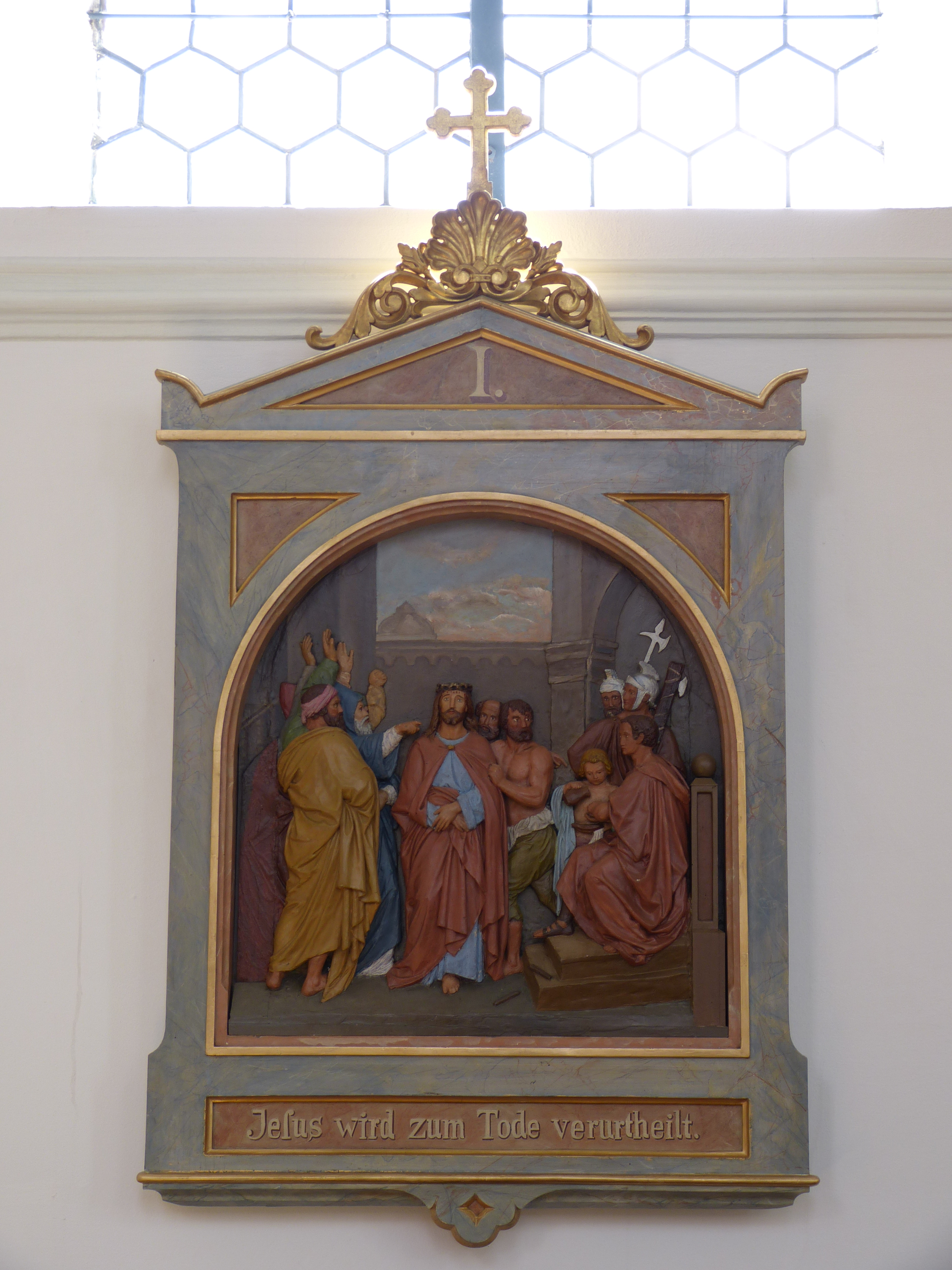
Kreuzwegstation